# Acanthaxius hirsutimanus
Acanthaxius hirsutimanus är en kräftdjursart som först beskrevs av Donald F. Boesch och Eugene Byron Smalley 1972.  Acanthaxius hirsutimanus ingår i släktet Acanthaxius och familjen Axiidae. Inga underarter finns listade i Catalogue of Life.

## Bildgalleri

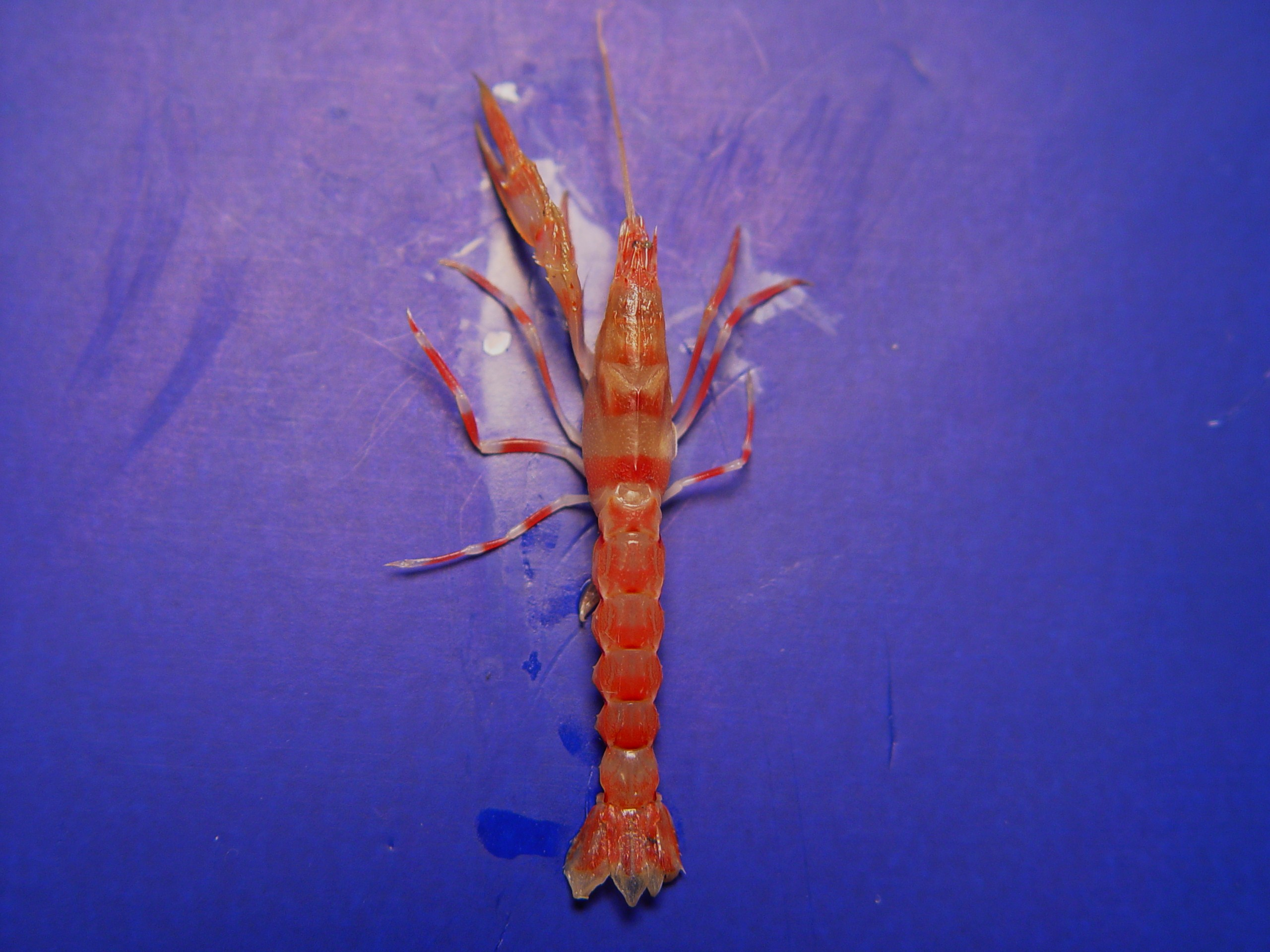
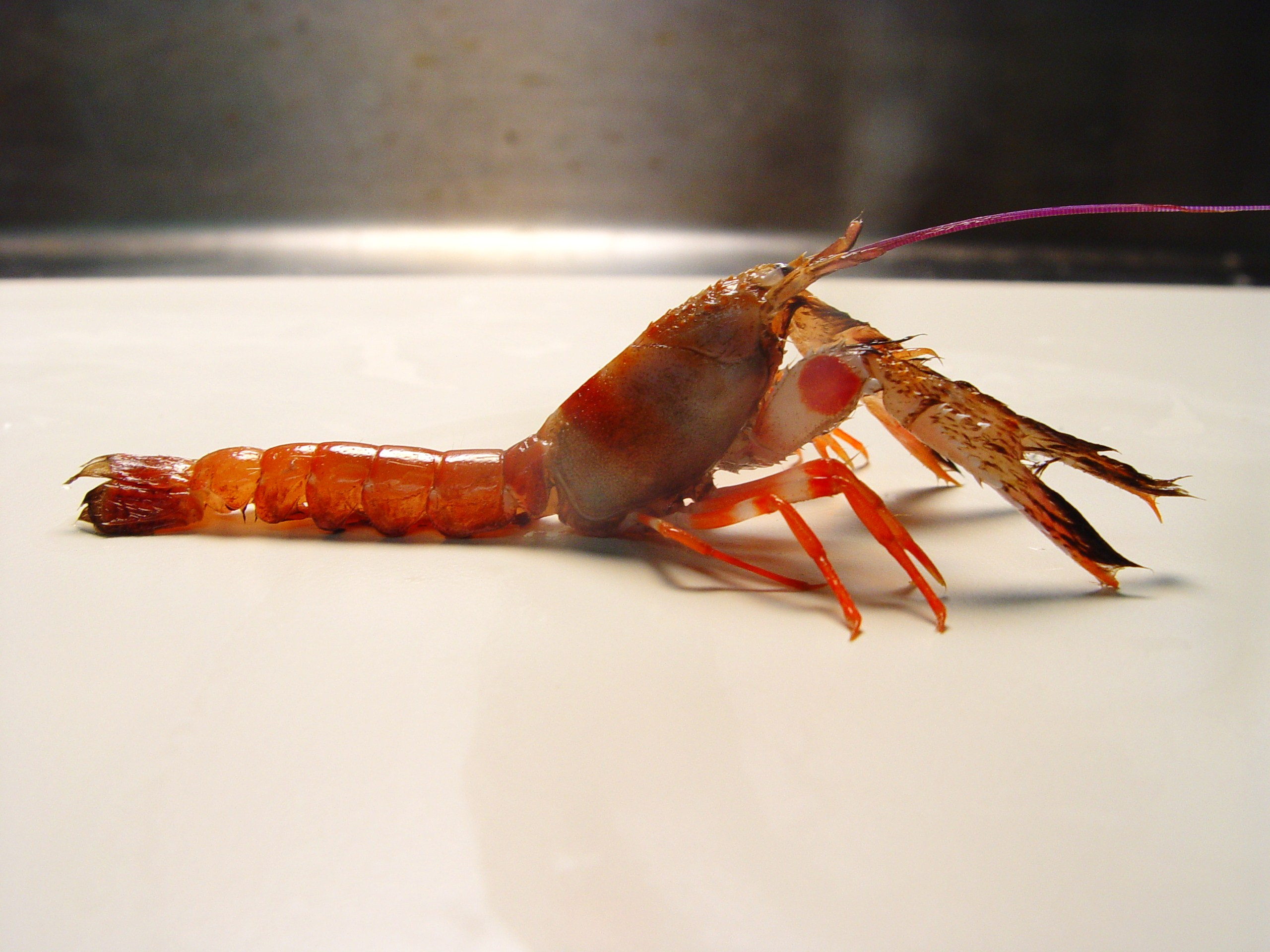
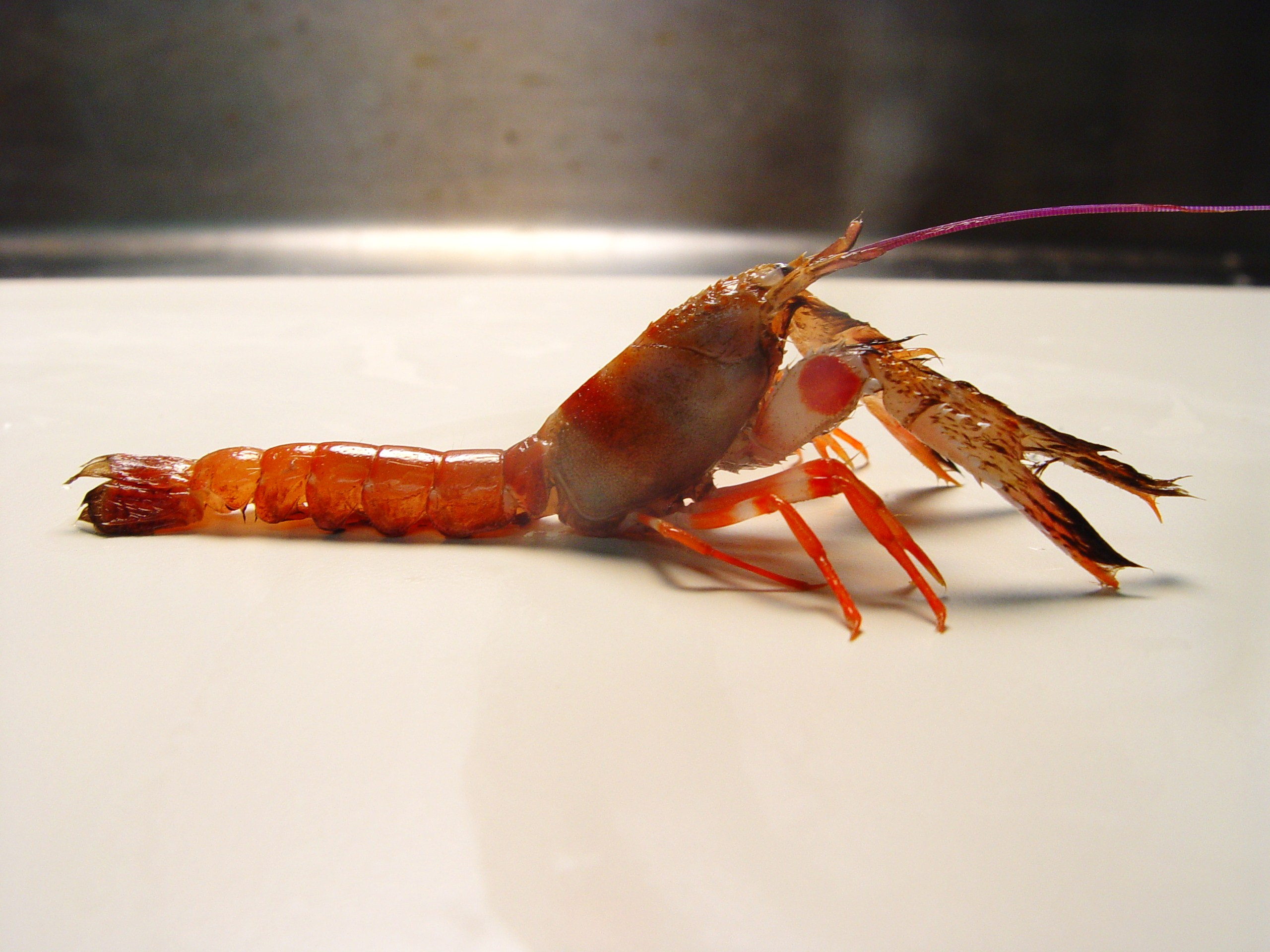
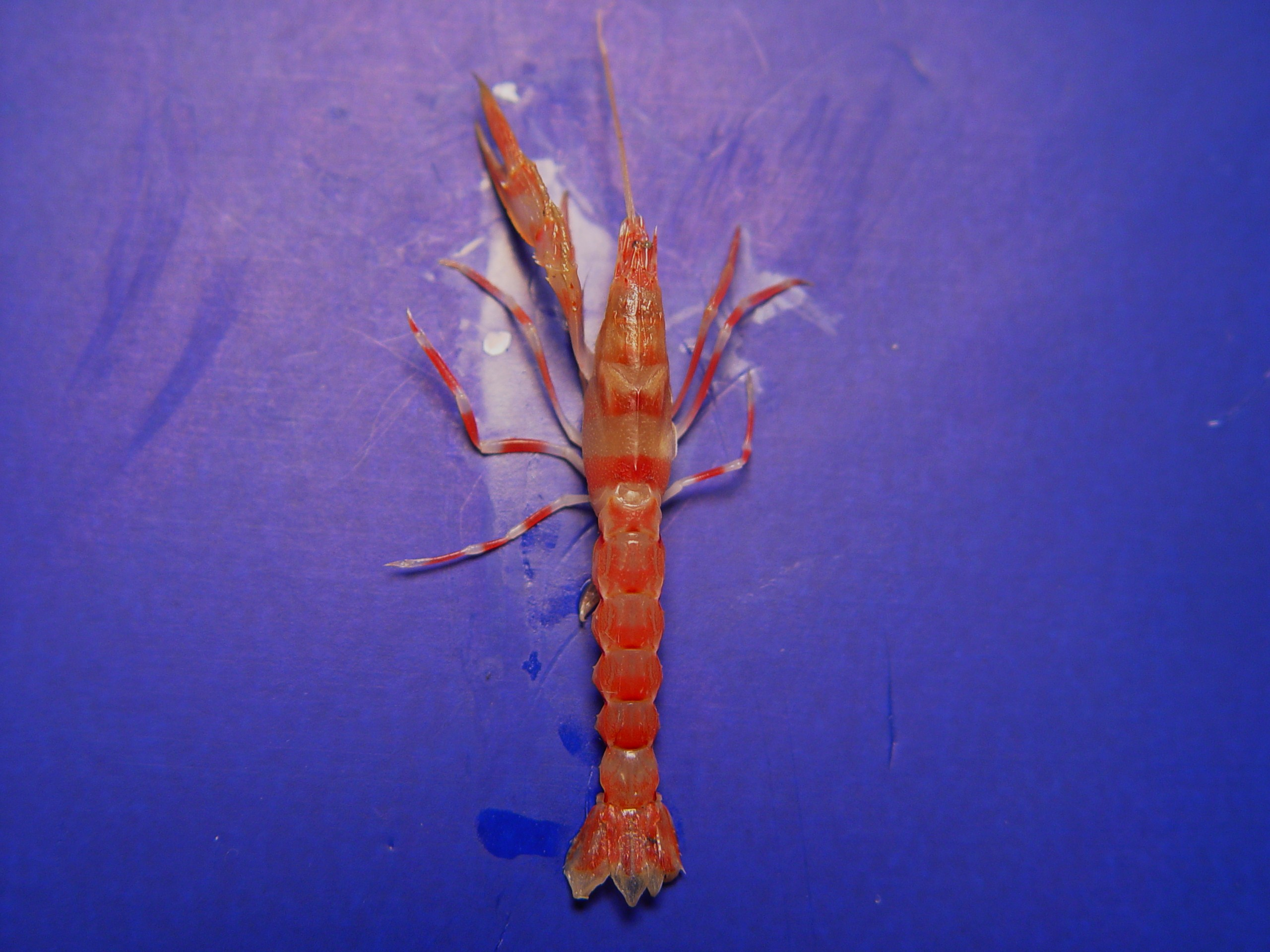
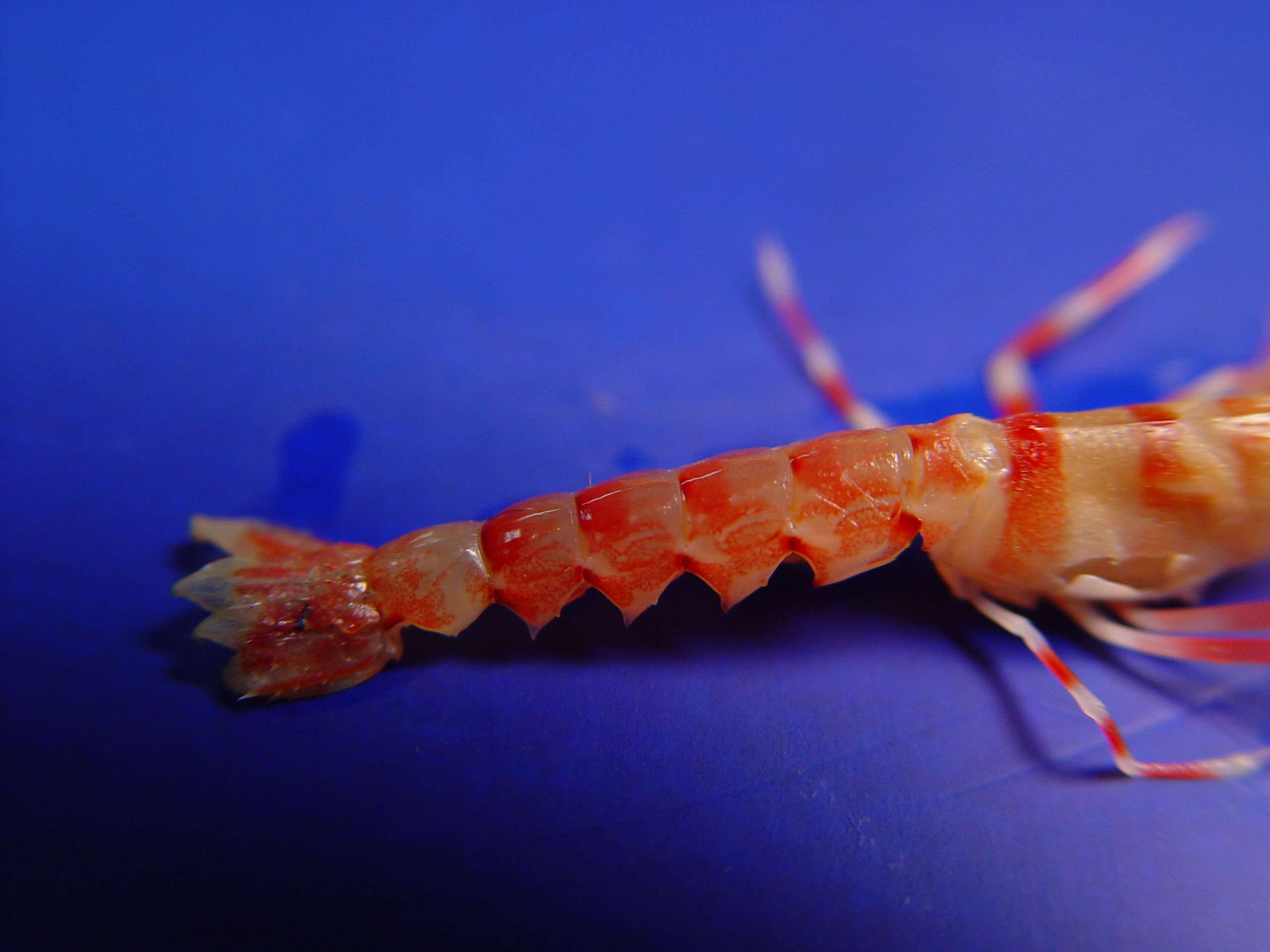